# Leonard Sanikowski-Dziegieć
Leonard Sanikowski-Dziegieć CSsR (ur. 24 sierpnia 1891 w Horodyszcze, zm. 6 sierpnia 1944 w Warszawie) – polski duchowny katolicki, redemptorysta, kapelan Wojska Polskiego.

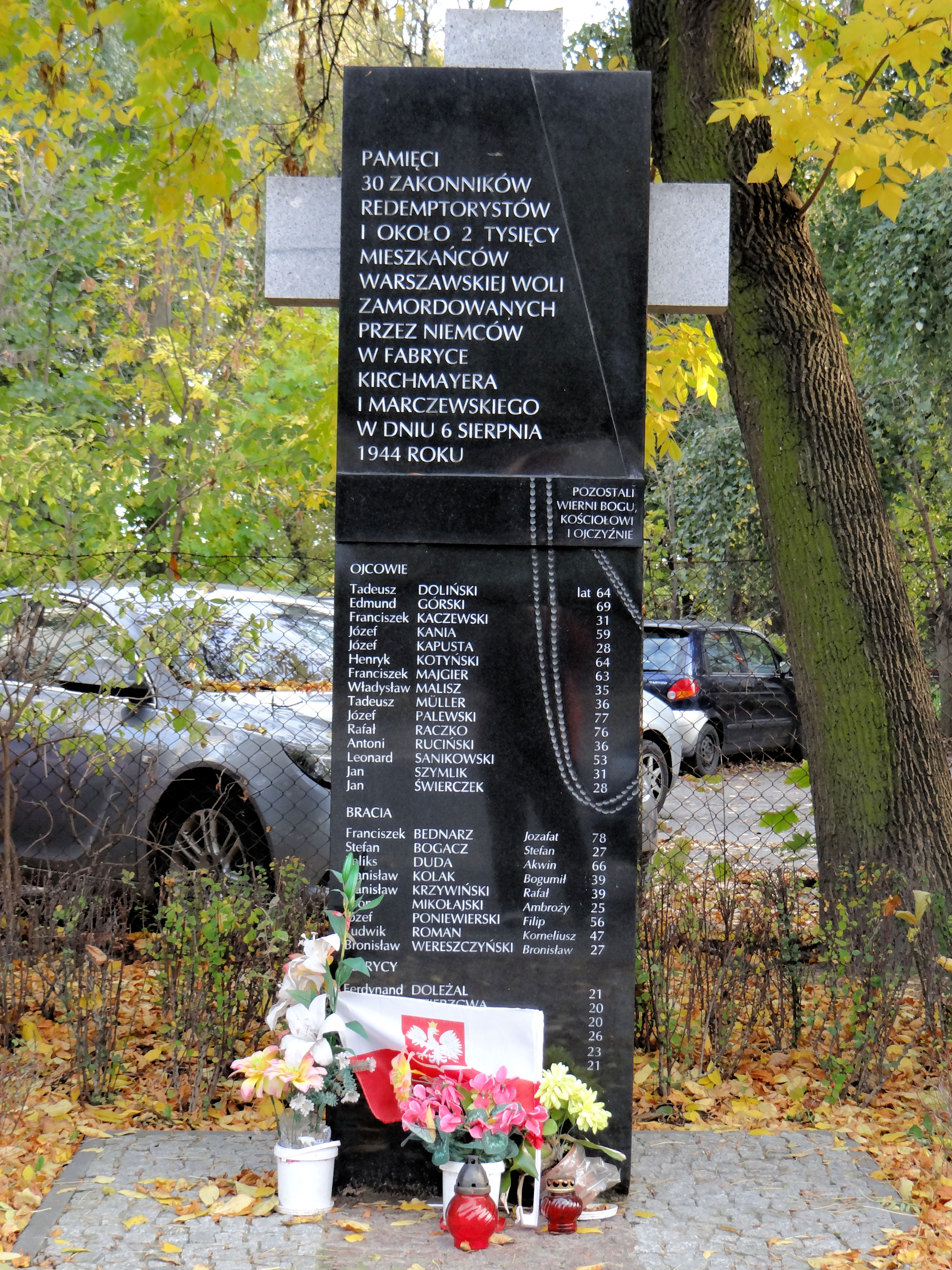
Pomnik przy ul. Wolskiej 79, upamiętniający tysiące mieszkańców Woli, w tym redemptorystów z klasztoru przy ul. Karolkowej, zamordowanych 6 sierpnia 1944 w fabryce Kirchmajera i Marczewskiego

## Życiorys
Urodził się w rodzinie o korzeniach tatarskich, która wywodziła się ze Stobiecka Miejskiego. Był synem Walentego i Katarzyny z d. Wójcik. Rodzina wyemigrowała na Kresy Wschodnie w 1884 roku.
W 1901 roku rozpoczął naukę w gimnazjum w Łucku. W 1906 roku miał styczność z redemptorystami, którzy po przegranej przez Rosję wojnie z Japonią, uzyskali pozwolenie władz carskich na prowadzenie misji na tych terenach.
Nauki humanistyczne uzupełniał w juwenacie w Tłuchowie, a śluby zakonne złożył 2 sierpnia 1912 w Mościskach, święcenia kapłańskie przyjął 10 marca 1918 we Lwowie.

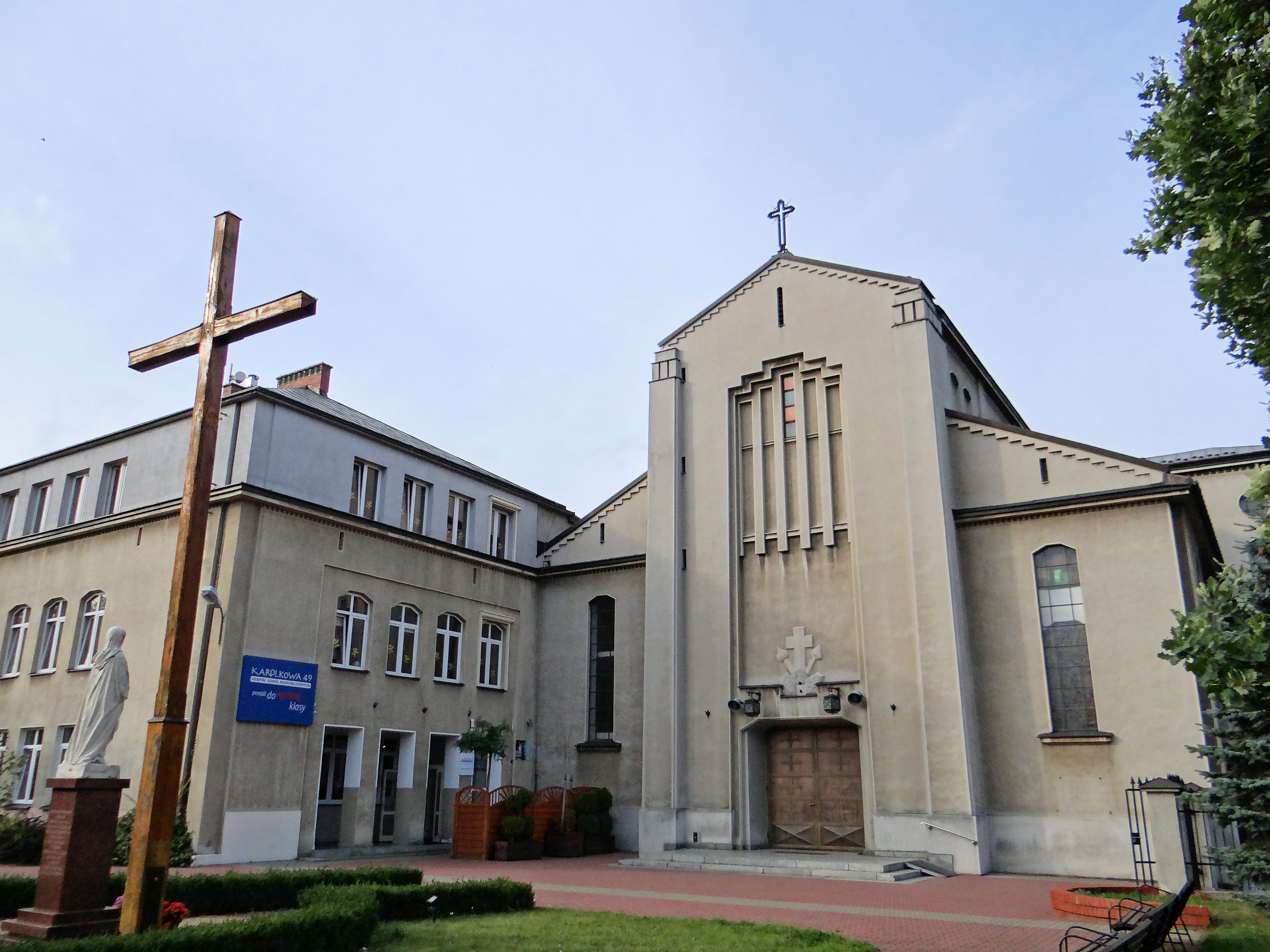
Kościół św. Klemensa Hofbauera przy ul. Karolkowej 49

Od 24 lutego do 3 marca 1925 roku w parafii Białotarsk prowadził misje, razem z o. Marcinem Nuckowskim oraz o. Józefem Palewskim.

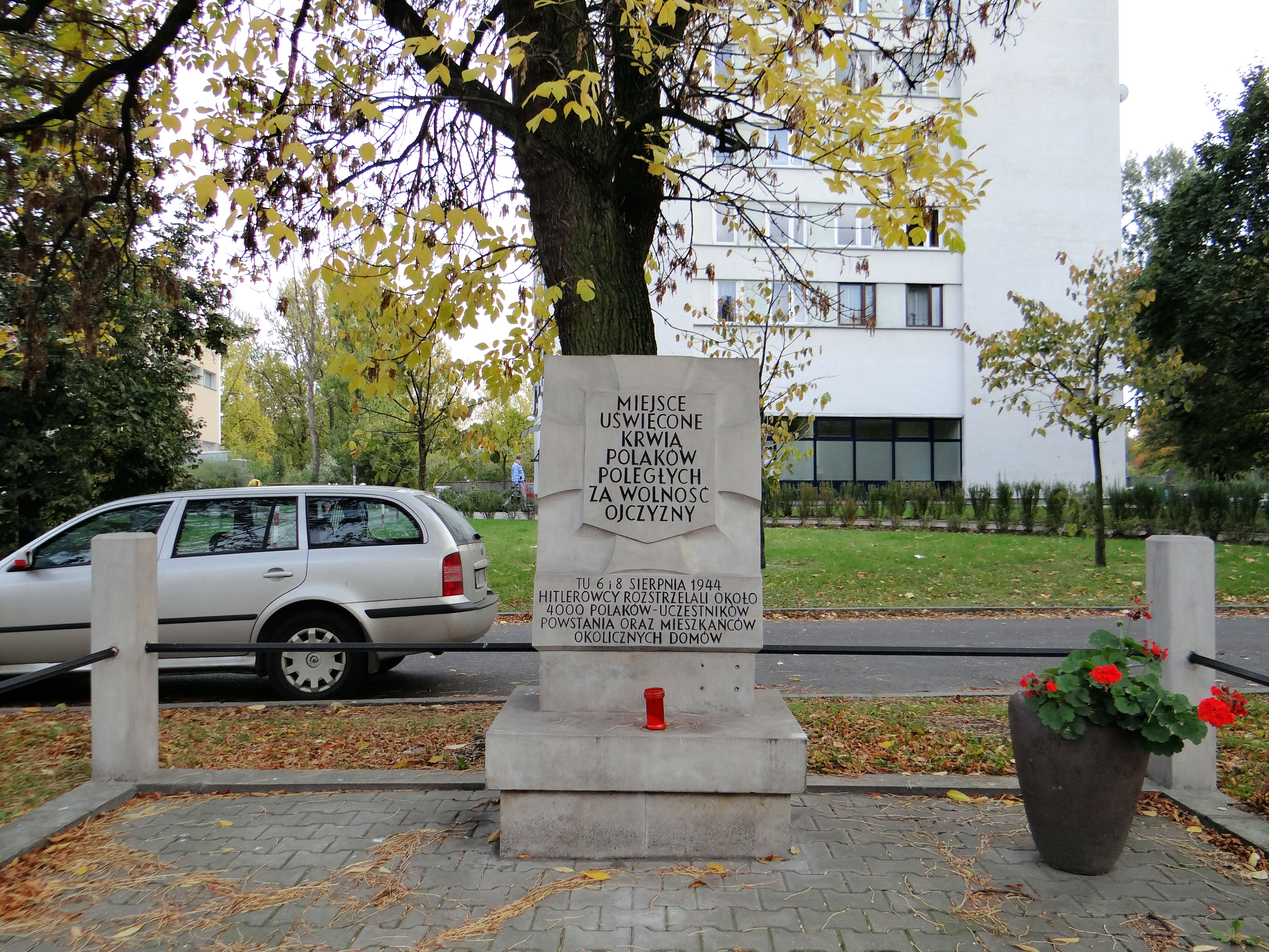
Tablica Tchorka upamiętniająca ofiary egzekucji w fabryce Kirchmajera i Marczewskiego (ul. Wolska 79/81)

W latach 20. zamieszkał w klasztorze redemptorystów przy ul. Karolkowej na warszawskiej Woli. Z powodu wady wymowy nie zdobył renomy wybitnego kaznodziei, uważany był natomiast za „męczennika konfesjonału”. Wybuch wojny uniemożliwił realizację jego planów dotyczących pracy misyjnej na Wołyniu.

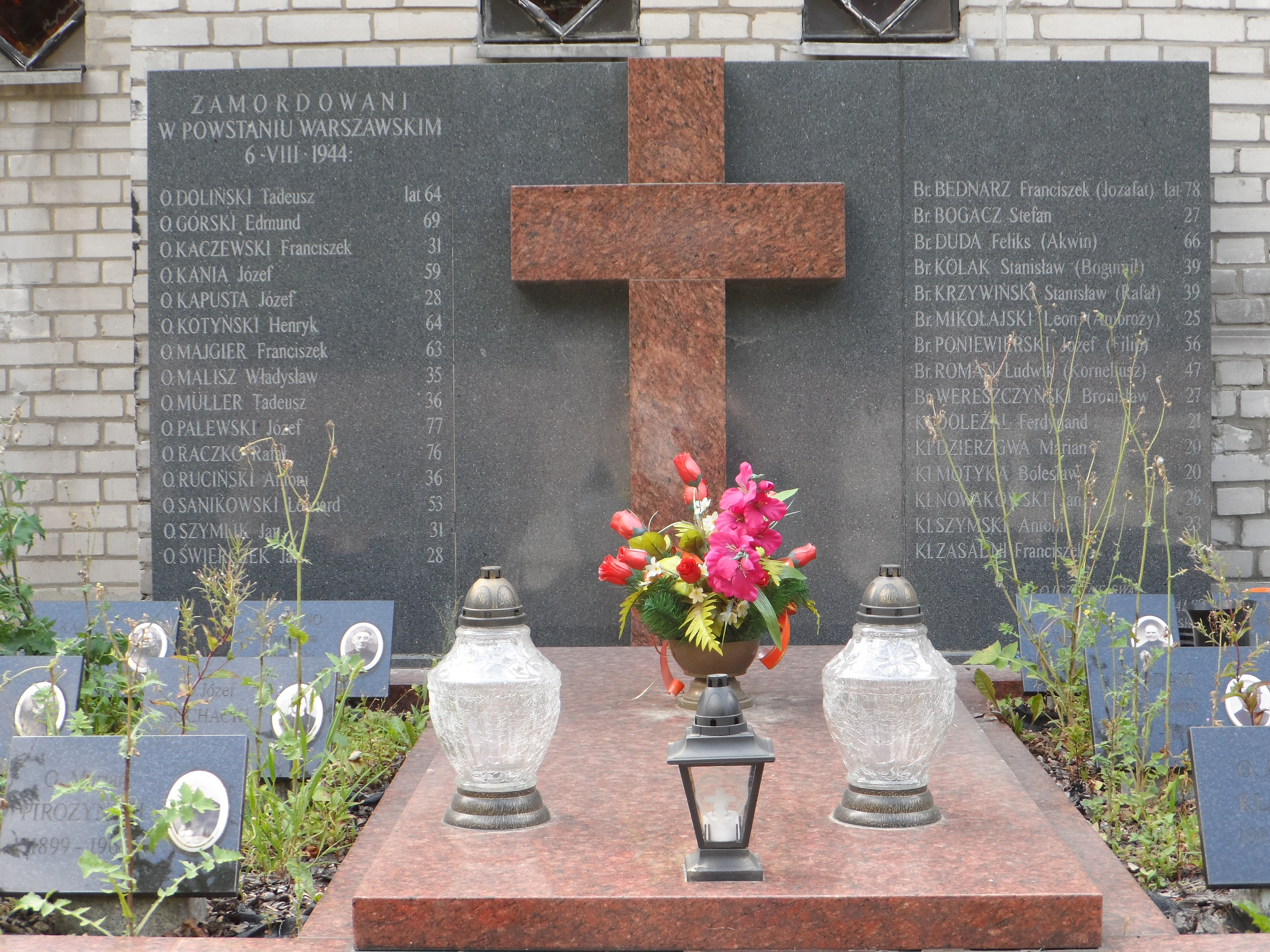
Symboliczny grób zamordowanych redemptorystów na Cmentarzu Wolskim

W czasie powstania warszawskiego, w drugim dniu rzezi Woli (6 sierpnia 1944), został wraz z 29 współbraćmi rozstrzelany przez Niemców, w składzie narzędzi rolniczych firmy Kirchmayer i Marczewski przy ul. Wolskiej 79/81.

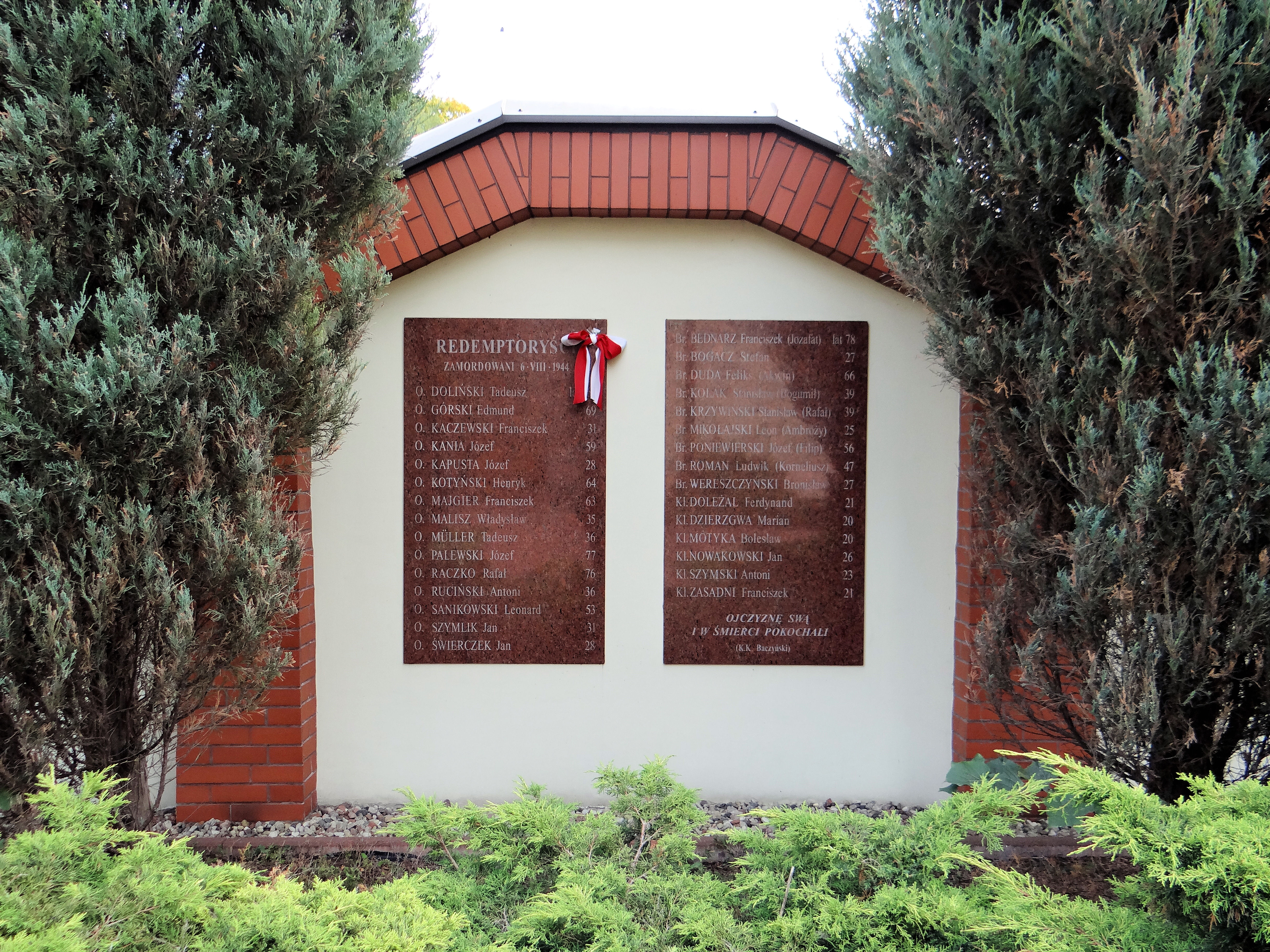
Tablice upamiętniające zamordowanych redemptorystów. Plac Męczenników Warszawskiej Woli

Postanowieniem Prezydenta Rzeczypospolitej Polskiej z dnia 24 lipca 2017 został pośmiertnie odznaczony Złotym Krzyżem Zasługi.
Był kuzynem Wincentego Dziegiecia, polskiego nauczyciela, społecznika, wieloletniego kierownika szkoły w Siemkowicach.